# Homologacija
Homologacija je proces utvrđivanja da je nešto nečemu odgovarajuće odnosno saglasno.
Sama reč homologacija vodi poreklo iz latinskog jezika, a kod nas je preuzeta francuska reč fr. la homologation, što znači potvrđivanje ili utvrđivanje da li je nešto nečemu saglasno ili odgovarajuće. 
Na anglosaksonskom govornom području umesto reči homologacija koristi se reč engl. approval koja ima isto značenje. 
Homologacija se obično koristi u kontekstu motornih vozila, tj. automobila.
Homologacija motornih vozila, odnosno opreme i delova vozila, predstavlja postupak ocenjivanja i potvrđivanja da li određeno vozilo u celini, ili neki njegov deo ili oprema, odgovaraju zahtevima ECE pravilnika, odnosno EEC direktiva.  
Pri homologaciji vozila, odnosno delova i opreme vozila, ispituju se i potvrđuju se uređaji bitni bezbednost vozila, kao i uređaji od kojih zavisi ekološki kvalitet vozila: 
u takve spadaju uređaji bitni za aktivnu bezbednost vozila (kočnice, upravljački mehanizam, svetla, signalni uređaju, pneumatici i sl), za pasivnu bezbednost vozila (sigurnosni pojasevi, sedišta za decu, unutrašnja oprema, protivpožarna zaštita i sl.), za opštu bezbednost vozila (zaštita od neovlašćene upotrebe i sl.) i za ekološki kvalitet vozila (toksična izduvna emisija, buka, radiofrekvencijske smetnje i sl.)